# Nyoma reali
Nyoma reali är en skalbaggsart som först beskrevs av Pierre Lepesme och Stefan von Breuning 1955.  Nyoma reali ingår i släktet Nyoma och familjen långhorningar. Inga underarter finns listade i Catalogue of Life.